# Esteban Francés
 (juin 2025).
Esteban Francés (30 juillet 1913 - 21 septembre 1976) est un peintre surréaliste espagnol.

## Anecdote
Irène Hamoir a raconté l'empoignade qui oppose en 1938 Oscar Dominguez, retenu par Louis Scutenaire, et Esteban Francés, ceinturé par Victor Brauner. Dominguez jette au visage d'Esteban Francés une bouteille qui atteint Brauner et le prive définitivement de son œil gauche. Étaient également présents Éluard, Georges Hugnet, Wolfgang Paalen, Benjamin Péret et Tanguy (Irine, C'était, « Le Vocatif », no 207, Bruxelles, mars 1980, non paginé, 8 pages).